# Geogamasus forcipis
Geogamasus forcipis är en spindeldjursart som beskrevs av Wolfgang Karg 1976. Geogamasus forcipis ingår i släktet Geogamasus och familjen Ologamasidae. Inga underarter finns listade i Catalogue of Life.